# Gonomyia (Leiponeura) mecophallus
Gonomyia (Leiponeura) mecophallus is een tweevleugelige uit de familie steltmuggen (Limoniidae). De soort komt voor in het Neotropisch gebied.